# Hednota hoplitellus
Hednota hoplitellus là một loài bướm đêm trong họ Crambidae.